# John Edwin Montaño
John Edwin Montaño Preciado (ur. 4 października 2005 w Cali) – kolumbijski piłkarz występujący na pozycji skrzydłowego, od 2025 roku zawodnik belgijskiego Lommel.